# Bartłomiej Ciążyński
Bartłomiej Zygmunt Ciążyński (ur. 10 lutego 1982 w Kłodzku) – polski radca prawny i samorządowiec, w latach 2023–2024 wiceprezydent Wrocławia, w 2024 podsekretarz stanu w Ministerstwie Sprawiedliwości.

## Życiorys
Ukończył studia prawnicze oraz dziennikarskie na Uniwersytecie Wrocławskim. Uzyskał uprawnienia radcy prawnego i prowadził własną kancelarię. Publikował także artykuły w prasie, m.in. „Krytyce Politycznej” i „Rzeczpospolitej”. Został zatrudniony w Sieci Badawczej Łukasiewicz – PORT Polskim Ośrodku Rozwoju Technologii.
Kandydował do Sejmu w wyborach w 2015 z ramienia Zjednoczonej Lewicy. W latach 2018–2023 radny miejski i wiceprzewodniczący Rady Miejskiej Wrocławia z ramienia Sojuszu Lewicy Demokratycznej oraz Nowej Lewicy (startował z listy KWW Rafała Dutkiewicza – Sojusz dla Wrocławia). Od 2019 społeczny doradca prezydenta Wrocławia ds. tolerancji i przeciwdziałania ksenofobii. Od 2021 współprzewodniczący Wrocławskiej Rady ds. Równego Traktowania oraz sekretarz Komisji Praw Człowieka i Równego Traktowania Związku Miast Polskich, od 2022 wiceprezydent Europejskiej Koalicji Przeciwko Rasizmowi (ECCAR). Od kwietnia 2023 do 2024 wiceprezydent Wrocławia. Od 2024 ponownie radny Wrocławia. 
5 lipca 2024 został powołany na stanowisko podsekretarza stanu w Ministerstwie Sprawiedliwości. Nadzorował Departament Prawa Europejskiego, Departament Informatyzacji i Rejestrów Sądowych, Krajowy Rejestr Karny oraz Instytut Wymiaru Sprawiedliwości. 21 sierpnia tego samego roku zrezygnował z funkcji wiceministra sprawiedliwości po ujawnieniu przez redakcję Wirtualnej Polski prywatnej podróży z rodziną na wakacje do Słowenii, zrealizowanej służbowym samochodem z pieniędzy publicznych. W listopadzie tego samego roku Prokuratura Okręgowa we Wrocławiu postawiła mu zarzut niekorzystnego rozporządzenia mieniem publicznym w łącznej kwocie 4 tys. 619 zł.
Syn Andrzeja i Beaty. Żonaty, ma dwóch synów.